# سریش‌آباد
سِریش آباد شهری در استان کردستان در غرب ایران است. این شهر در بخش سریش‌آباد شهرستان قروه و در شرق استان در ۷ کیلومتری شمال قُروه قرارگرفته‌است.
این شهر دارای معادن بسیار غنی سنگ مرمر و معادن پوکه معدنی می‌باشد کشاورزی در این منطقه بیشتر گندم و همچنین دارای باغات کم انگور می‌باشد البته بیشتر باغات در این منطقه دیم نیست و نیاز به آبیاری های مقطعی در تابستان و گاها زمستان است ولی مزارع گندم اکثرا دیم هستند.
معادن سریش آباد : سریش آباد دارای معادن مرمر سفید، سبز و همچنین معادن سنگ پوکه ساختمانی است.
مردم این شهر به  زبان ترکی آذربایجانی تکلم میکنند. دین مردم منطقه سریش آباد شیعه دوازده امامی است.

## جمعیت
جمعیت سریش آباد بر اساس سرشماری مرکز آمار ایران در سال ۱۳۹۵ برابر با ۸۸۷۱ نفر در قالب ۲،۳۱۲ خانوار بوده است. جمعیت این شهر جمعیت نسبتا جوانی است، و به همین دلیل رشد جمعیت زیادی دارد.

### زبان و مذهب
مردم شهر سریش آباد به زبان ترکی آذربایجانی  سخن می‌گویند

 و پیرو مذهب شیعه هستند.